# Faculdades e universidades historicamente negras
As faculdades e universidades historicamente negras (em inglês: Historically black colleges and universities - sigla HBCUs) são instituições de ensino superior estabelecidas nos Estados Unidos durante a segregação, que antecedeu a promulgação da Lei dos Direitos Civis de 1964, com a intenção de servir principalmente à comunidade afro-americana. Nesse período, a maioria esmagadora das instituições predominantemente brancas de ensino superior vetavam as matrículas de cidadãos afro-americanos.
Atualmente existem 101 HBCUs nos Estados Unidos, incluindo instituições públicas e privadas. Esse número está abaixo das 121 instituições que existiam na década de 1930. Dessas 101 instituições restantes, 27 oferecem programas de doutorado, 52 oferecem programas de mestrado, 83 oferecem cursos de graduação em nível de bacharelado e 38 em nível tecnológico.

## História

### Século XIX

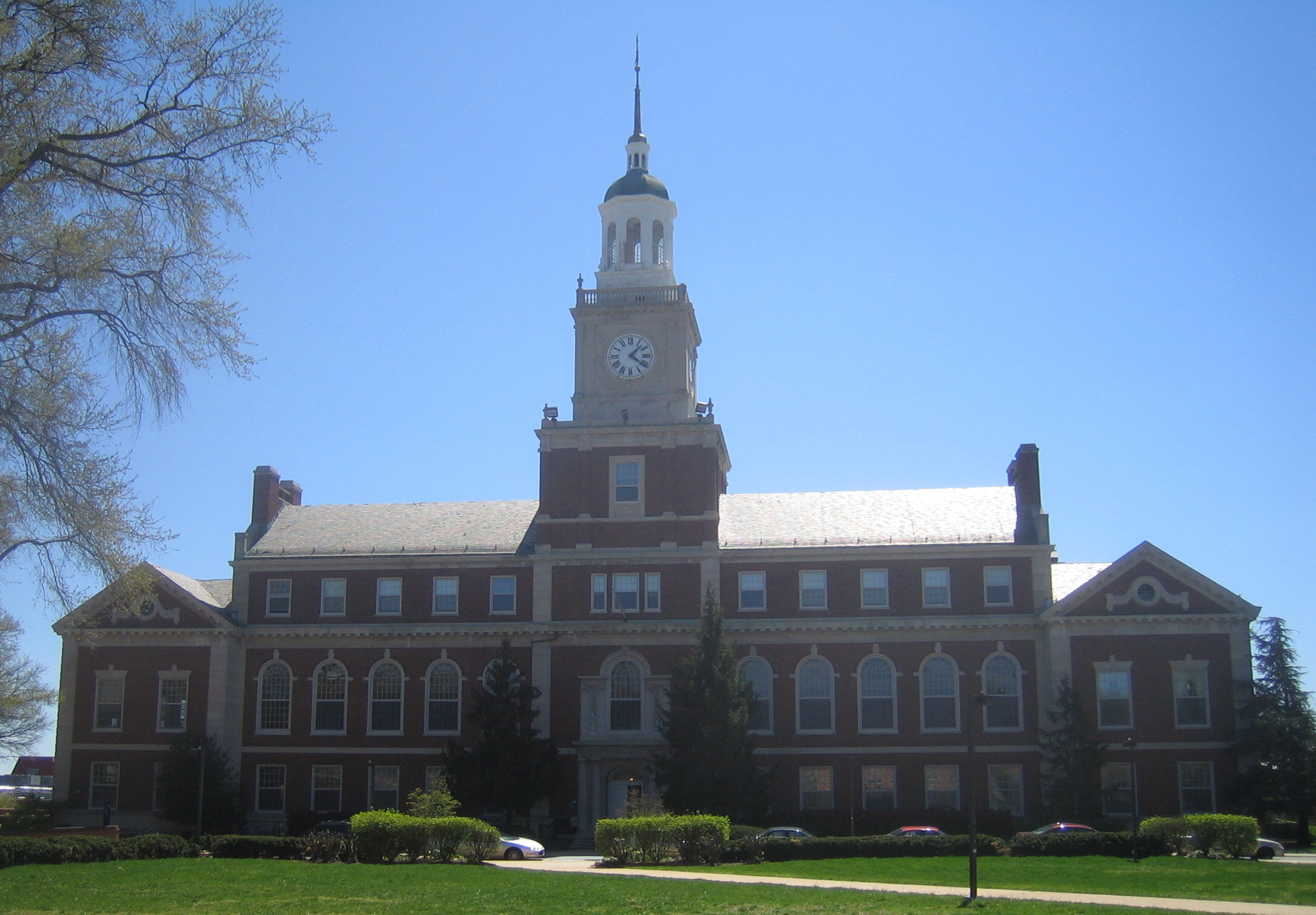
Universidade Howard, HBCU fundada em 1867.

A maioria das HBCUs foram estabelecidas no sul dos Estados Unidos após a Guerra Civil Americana, muitas vezes com o apoio de organizações missionárias religiosas do norte dos Estados Unidos. Quando a guerra eclodiu, três instituições com propósito similar já se encontravam em funcionamento no país: as universidades de Cheyney (1837) e Lincoln (1854), ambas na Pensilvânia,  e a Universidade de Wilberforce, criada em 1856 a partir da cooperação entre a Igreja Episcopal Metodista Africana de Ohio e a Igreja Episcopal Metodista, uma denominação religiosa predominantemente branca. Fundada em 1865, a Universidade de Shaw foi a primeira HBCU no sul a ser estabelecida após a Guerra Civil Americana.